# 北京健康宝

2022年5月发布的“北京健康宝”健康状态查询界面（敏感信息已隐去）

北京健康宝（英语：Health kit）是中华人民共和国北京市官方推出的手机应用小程序，以应对2019冠状病毒病北京市疫情的防控工作，由北京市经济和信息化局、北京市大数据中心负责运营工作，中科大脑公司CEO李浩浩团队负责开发。该小程序可查询自身健康状态，管理者会判断其健康状态是否可以出入社区和场所，同时提供核酸检测结果查询、疫苗接种查询的服务，相当于中国大陆各地的健康码。北京健康宝小程序在2020年获中国设计红星奖原创金奖。
2022年12月20日，北京市经信局将“北京通”办事与“北京健康宝”服务融合成“京通”小程序，小程序入口名称2023年初由“北京健康宝”变更为“京通丨健康宝”，2023年中变更为“京通”。

## 历史
2020年3月1日，北京健康宝作为北京市疫情防控信息化服务保障平台的一部分正式上线发布，当时仅提供本人健康状态查询功能。据中科大脑CEO李浩浩表示，他们团队在大年初一接到任务，为了赶在复工复产时推出，团队的成员平均每天只休息3个小时。3月17日，“北京健康宝”2.0版上线，增加了“他人代查”功能，最多可以为4人代查。同时新增“环京通勤人员使用”功能，对于符合通勤比对规则的人群赋予绿色状态。本次更新同时首次引入弹窗提示，对于北京市相关部门暂不掌握其疫情状态的进京人群，“北京健康宝”将弹窗提示“系统暂不能确认您的防疫相关健康状态”。
3月31日，“北京健康宝”推出境外人员版，以方便港澳台及外籍人士使用，支持中英文双语，基于统一后台系统、采用相同数据规则。
2020年6月13日，北京健康宝推出3.0版，增加消息通知、留言互动、到访人信息登记簿、个人信息扫码登记、更换头像照片等便捷功能。其中扫码登记功能可实现防疫追溯，可代替纸质登记，避免接触传染及个人隐私泄露风险。
2020年11月21日，北京健康宝上线“老幼健康码助查询”功能，助查人员在该功能中输入长者、儿童的身份证号，即可为长者、儿童进行健康状态查询。
2021年2月1日，北京健康宝推出“健康服务预约查询”功能，在北京预约大规模筛查核酸检测、查询疫苗接种等情况。市民可打开“北京健康宝”进行预约。10月30日，为配合实施北京市新执行的防疫政策，北京健康宝对进（返）京“弹窗”状态赋码规则进行了调整完善，优化了“弹窗”转码流程。14天内曾到访有1例及以上本土阳性感染者的县级行政区（或中高风险地区所在县级行政区）所属地级市的其他县的人员，按照进京需持48小时内核酸检测阴性证明相关要求，北京健康宝将自动比对核酸检测记录。有符合要求核酸检测阴性记录的人员，行程核验通过后将直接获赋“绿码”；否则将收到“弹窗”提示，按照政策要求尽快完成核酸检测后方可进京。对于有1例及以上本土阳性感染者的县级行政区（或中高风险地区所在县级行政区）14天内旅居史的人员，北京健康宝将赋“弹窗”提示不能获得“绿码”；若未曾到访涉疫地区及地级市且无其他异常情况人员，进（返）京时可通过行程申报功能直接获取“绿码”状态。11月20日，“北京健康宝”发布新版本，针对环京地区通勤人员需求上线“通勤”绿码标识；同时为方便用户扫码登记，本次版本中对首页功能模块排列顺序进行优化，将“本人信息扫码登记”调整至第一位，“本人健康码自查询”调整至第二位。扫码成功页面原“未见异常”文字变更为“扫码未见异常”并通过闪烁效果展示，辅助线下管理人员快速甄别人员信息。
2022年2月12日，北京健康宝结合北京市防疫政策进行版本升级，进一步细化了各类“弹窗”并完善相关提示语，各“弹窗”均有编号标注。5月4日，北京健康宝发布新版，此次升级将个人健康码、核酸、疫苗情况集中显示，并进一步优化头像框周围的跑马灯设计，直观显示疫苗接种记录状态。同时在前期建设的“老幼健康码助查询”中增设核酸和疫苗信息显示。升级后集中显示页面中的核酸检测结果仅显示京内核酸检测机构检测结果。
2022年7月2日，北京健康宝对扫码结果展示、到访人登记簿、疫苗接种状态等功能进行變更。而对于市民发现之前已出检测结果的核酸检测天数在健康宝新版发布后多增一天的情况，相关部门按照“新检新办法、老检老办法”的原则进行了处理，以做好调整前后过渡衔接：对于6月29日、6月30日、7月1日三天中0－6时出具核酸检测结果的用户，仍按老办法呈现核酸检测天数，直至有新的核酸检测结果覆盖；7月2日及以后进行采样的，将按照新的核酸检测天数计算规则计算。。7月30日，“核酸疫苗服务查询”界面增加“查询外省市核酸检测结果并上传健康宝”功能，唯外地检测机构须将结果上传至国家卫健委方可同步至北京健康宝。

## 申领与界面设计
用户可通过微信、支付宝、百度APP和北京通注册使用北京健康宝，首次使用时需输入姓名、身份证号，并进行人脸识别，即可查询自身健康状态。查询结果包含“集中观察”、“居家观察”以及“未见异常”三种状态，分别用红色、黄色以及绿色进行标识。因疾控数据每日24时周期性更新，因此每次查询结果的有效期截止到当日24时，之后需再次进行人脸识别获取健康状态。相关数据留存于北京市政府，仅用于防疫工作，且每到当日失效时间，相关数据会全部失效，以实现信息保护自动化、数据存储规范化；同时通过信息脱敏等手段，状态信息只保留“姓”和身份证号前后各2位，保障个人隐私安全。对于确诊患者、疑似患者、密接者和无症状感染者，其查询结果为“集中观察”，需要按要求履行集中观察；对于通过社区摸排发现到过重点场所，其查询结果为“居家观察”，需要纳入居家观察管理。
由于北京健康宝不采集任何个人位置信息，因此用户使用北京健康宝获取健康状态时，需要个人通过核验用户所有手机号的形式申报行程，健康宝通过国家有关部门反馈的通信行程数据比对结果，结合到访地的防疫风险和有关防疫政策赋予用户相应状态。如未到过涉疫城市，直接赋绿码；如到过中高风险地区所在城市，填写验证码后进入信息登记页面，登记后将根据情况赋予用户相应状态。若14天内曾到过的到访地包含中高风险地区（区县级），或无进京前48小时内核酸检测阴性记录，将弹窗提示；反之将直接获得“绿码”。

### 弹窗提示
在早期的版本中，如用户经大数据排查发现有进出京的行为，北京健康宝将弹窗提示，引导用户进行行程核验；如有到访过北京市内中高风险地区，北京健康宝也将弹窗提示，提醒用户及时向社区报备。2021年8月4日，北京新冠肺炎疫情防控工作领导小组第一百一十三次会议暨首都严格进京管理联防联控协调机制第六十四次会议明确升级“北京健康宝”功能，对风险人员及时弹窗提醒。2022年7月16日，北京健康宝结合北京市更新后的防疫政策，进一步细化了各类“弹窗”并完善相关提示语。
截至2022年11月，北京健康宝随北京市防疫政策调整各类“弹窗”及相关提示语，并以编号标注，共有4类：
| 弹窗编号 | 原因 | 解除方法 |
| -------- | --- | --- |
| 1        | 7天内曾到访有一例及以上本土新冠病毒感染者的县（市、区、旗）人员 | - 京外人员：暂缓来京，待该地区连续7天无新增本土感染者或转为低风险地区，或离开上述地区已满7天，可通过健康宝重新申请获取“绿码”进京。 - 已在京人员：向所居住的社区、村、酒店或单位（学校、工厂、工地、大院等）报告并履行要求的防疫义务（自行核酸检测不能自动解除弹窗），直至满足7天无相关涉疫地区旅居史。 |
| 2        | 正处于入境隔离期间人员 | 在入境隔离期满后次日自动解除。 |
| 3        | 与京内外的疫情风险地区、风险点位、风险人员等有时空关联，需要进行风险排查人员 | - 在京人员：向所居住的社区、村、酒店或单位（学校、工厂、工地、大院等）报告，填写核验行程申请表，由相关部门进行风险排查，根据核验结果采取措施。 - 抵京24小时后至72小时之间进行核酸检测，若与高风险人地有关联，进行集中隔离。 - 与中风险人地有关联，进行居家隔离、配合核酸检测。 - 与其他规定地区有关联，不聚餐不聚集，第1、2、4、7天进行核酸检测。 - 确未发现风险因素，检查市民的行程轨迹，反复核查未到访本市封控和管控点位，签订疫情防控承诺书，在指定机构做核酸呈阴性，则解除弹窗。 - 已在京外人员：暂缓来京。待满足7天内无涉疫风险地区旅居史和排除疫情关联风险后，可通过健康宝重新申请获取“绿码”状态。 |
| 4        | 未在规定时间完成核酸检测人员（在规定时间截止后未能查到有效核酸检测结果），包括—— - 进（返）京后超过72小时； - 近期有购买“四类”药品超过72小时； - 出现发热等“十一类”症状到诊所等基层医疗机构就诊超过72小时； - 所从事职业有相关要求等其他防疫规定情况； - 社会面筛查及其他防疫管理规定情况。 | - 到检测机构完成核酸检测，健康宝将在查询到本人核酸检测阴性报告后自动解除“弹窗”； - 如遇未自动解除，请联系核酸检测机构及时上传检测结果。 |
| 5        | 14日内有陆路边境口岸所在县旅居史人员 （依据2022年7月6日更新的进返京政策，有陆路边境口岸所在县旅居史人员不再限制进返京，故该弹窗自2022年7月16日起废除） | - 京外人员：非必须不进（返）京。离开上述地区满14天后，可通过健康宝重新申请获取“绿码”状态。 - 已在京人员：向所居住的社区、村、酒店或单位（学校、工厂、工地、大院等）报告并履行要求的防疫义务。如未向相关部门报告，“弹窗”无法解除（自行核酸检测不能自动解除本“弹窗”），直至满足14天无上述地区旅居史。 |

此外，对于曾在外地工作、生活过，仍保留曾在当地使用过的手机号码的人员，有可能会被大数据分析误认为有当地旅居史。此时需向社区报告，经社区查实后，可解除弹窗。
2022年5月6日，北京市经济和信息化局副局长彭雪海介绍，北京健康宝团队在错开访问高峰并确保系统稳定前提下，已自当日起开始试行“弹窗4”优化解除机制，更及时为满足条件的用户解除弹窗。

## 使用

### 京内使用

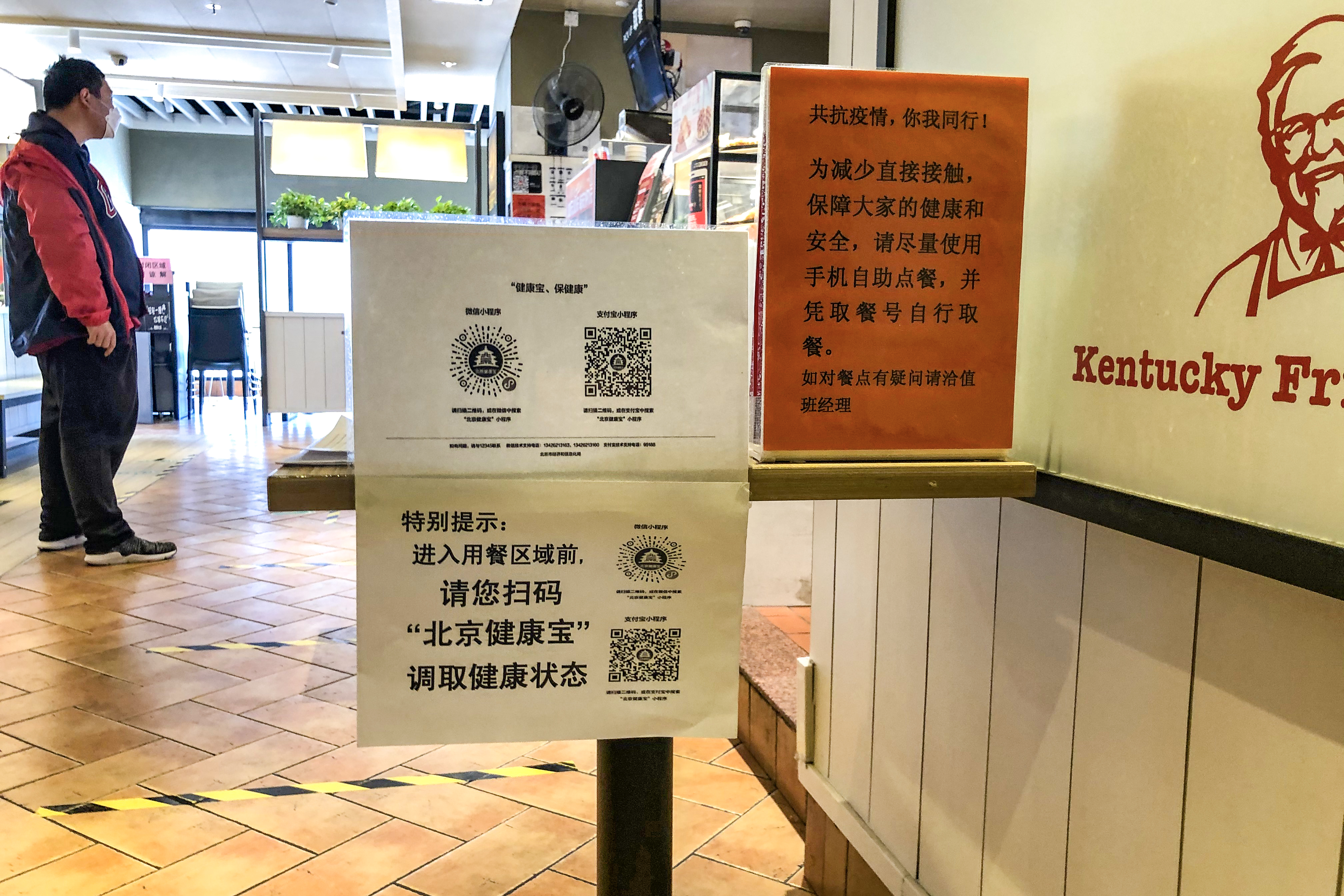
北京东直门肯德基餐厅入口处要求进入人员扫码“北京健康宝”调取健康状态的提示（2020年4月25日）

在北京市内，进入公共场所时均需使用“北京健康宝”核验个人健康状况。对于没有智能手机的人士，可出示身份证等有效证件或提供身份证号码，由工作人员协助核验健康状况，验证通过后可进入。2020年6月，北京健康宝上线扫码登记功能，相关部门也要求各复工复产单位使用此功能，逐步代替纸质登记，以防止隐私泄露、交叉感染的风险。
2021年，北京市经济和信息化局、北京市大数据中心启动老年人运用智能技术便利化出行试点工作，在“健康宝”智能终端上增加养老助残卡、身份证、社保卡等证件读取功能，通过一次刷卡即可完成测量体温、来访登记、健康状态查询“三合一”功能，已应用于医院、公园、商超、社区等多种老年人日常生活的高频场景。

### 京外使用
2020年4月18日，北京市城市管理综合行政执法局、北京市住房和城乡建设委员会、北京市应急管理局、北京市市场监督管理局、北京市经济和信息化局联合印发《关于做好复工复产疫情防控常态化工作的通告》，规定津冀地区来京人员、北京市往返津冀地区的人员，来京（返京）后可以通过“北京健康宝”进行京津冀行程记录验证，申请“未见异常”健康状态。2020年4月30日起，中国内地低风险地区进返京人员不再需要进行14天隔离，京外人员可以申领北京健康宝获取绿码状态，在北京市内通行。

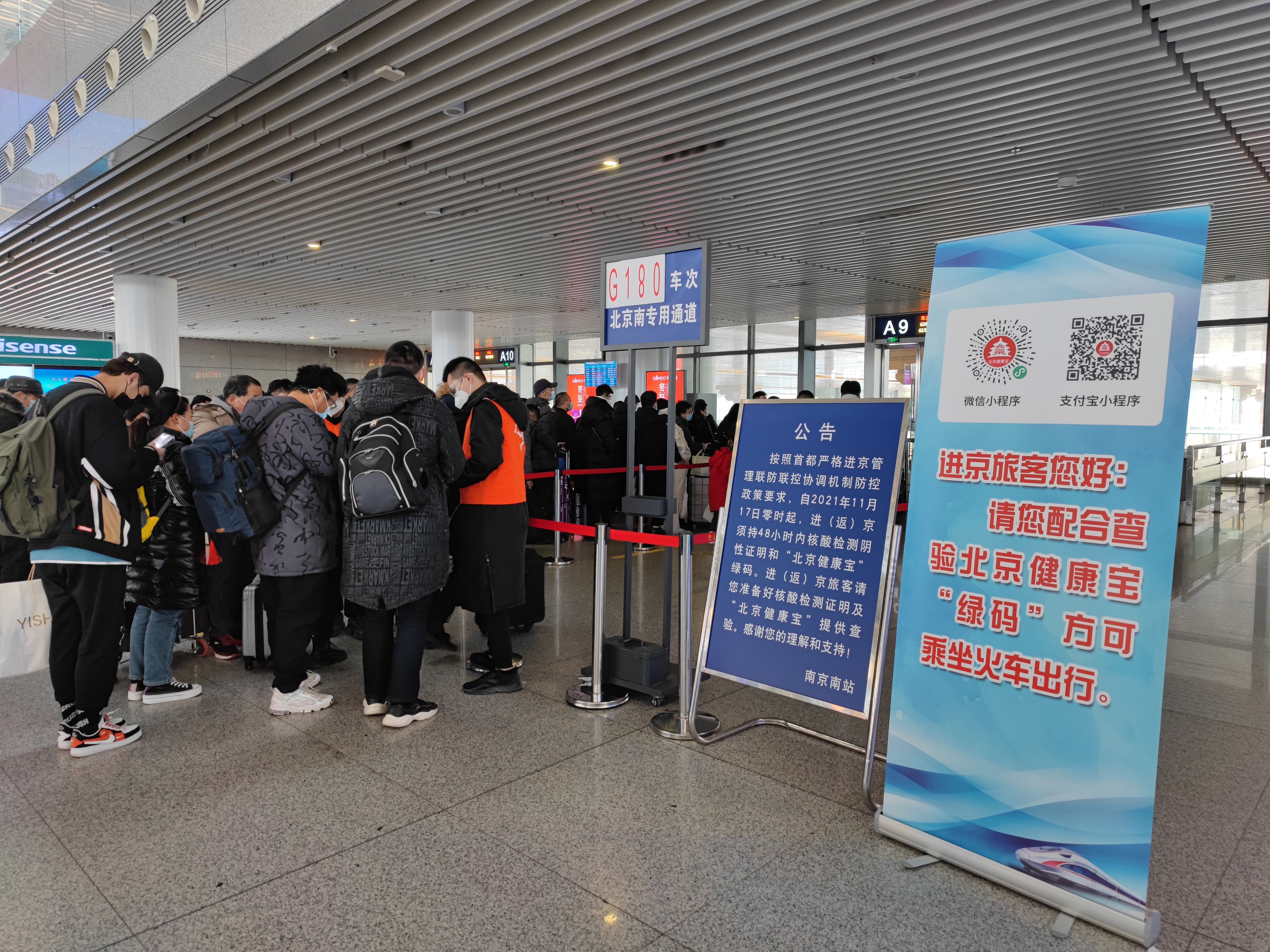
南京南站检票口处的北京健康宝查验点，根据北京市的要求，2021年11月17日起出发地车站应当在进京旅客登车前查验其绿码和核酸检测阴性证明

2021年8月7日起，北京市加强进返京人员防控管理政策，各机场、火车站严格查验进京人员“北京健康宝”，对非绿码人员将劝阻登机登车，中高风险地区所在县（市、区、旗）的人员参照相关防控措施执行。11月17日零时起，所有进返京人员除须持“北京健康宝”绿码外，还需持有48小时核酸阴性证明。铁路车站、机场严格查验进京旅客相关证明，无证明不能登车或登机。对于公路进京人员，北京在13条进京高速临近北京的服务区设置核酸检测点，群众按要求填写承诺书后完成核酸检测，持核酸检测采样回执，检查站予以放行。环京地区通勤人员，在该措施执行后首次进返京须持48小时内核酸检测阴性证明，此后每次进返京持14日内核酸检测阴性证明，2022年5月5日起调整为首次进出京须持48小时内核酸检测阴性证明，此后进出京持7日内核酸检测阴性证明和“北京健康宝”绿码。
2022年7月30日，北京健康宝增加查询外省市核酸检测结果的功能，外地检测机构将结果上传至国家卫健委后可同步至北京健康宝。

## 争议和事件

### 信息泄露
2020年12月底，“北京健康寶”被曝发生个人信息泄露事件，其照片、身分證號碼及相關核酸檢測信息被放上網售賣，包括3元打包「時代少年團」7人的健康寶照片、2元打包70多名藝人健康寶照片，以及1元出售1000多名藝人身分證號碼等。有關買賣交易最先出現在明星「代拍」行業的群組，只需在“北京健康寶”小程序中註冊本人信息，通過「健康服務預約查詢」中的「他人核酸檢測結果代查」，輸入明星姓名與身分證號碼，毋須再次人臉識別，即可獲得相關明星的健康寶照片，甚至可得到該人的檢測結果、檢測機構及檢測時間。随后经媒体查证，部分明星的資料屬實。而負責研發北京健康寶的北京中關村科學城城市大腦公司一名公關稱，該公司正跟進事件，有相關信息會及時公布。不过，北京市政府曾公开回应，收集的所有信息仅保存于北京市政务云且仅用于防疫追溯及相关工作。
2022年5月23日，清华大学法学院劳东燕教授发文表示其对北京借助信息网络技术建立“人脸识别+健康宝+票务系统”三位一体的疫情防控举措表示担忧，认为这样的疫情防控措施将对个人信息保护造成严峻挑战。

### 遭网络攻击
2022年4月28日，北京市委宣传部对外新闻处副处长隗斌表示，当日北京健康宝使用高峰期遭受网络攻击，经初步分析网络攻击源头来自境外。期间北京健康宝相关服务未受影响。在北京冬奥会、冬残奥会期间，北京健康宝也遭受过类似网络攻击。

### “花钱解除弹窗”诈骗事件
2022年5月，《北京晚报》报道，市民反映网络上出现“有偿解除健康宝弹窗”的“服务”，称只要花200元就可以指导高效解除弹窗的方法，未解除可以退款。但所谓的“指导”实际上是一场骗局，市民交钱后并没有等来“指导”，且无法退款。律师表示此种诈骗行为严重妨碍了疫情防控工作，卖家涉嫌违法；传播解除弹窗信息的电商平台也未尽到监管责任。社区工作人员建议，遇到健康宝弹窗应走正规流程解除。5月7日下午，北京市公安局副局长潘绪宏介绍，发布有偿“可消除北京健康宝弹窗4”信息的男子刘某某被丰台警方依法刑事拘留，案发前已有100余人被骗，每人被骗金额从35至100元不等。

### 无法解除“弹窗3”事件
2022年10月，为迎接中共二十大召开，北京加强了入城的管控。有民众反映，自己离京前往外地，且没有去过高风险地区或接触高风险人群，但由于北京健康宝“弹窗3”不能返京，随后打12345申诉但未果。不少网民批评没有任何风险的地区被赋予“弹窗3”，有限制普通人入京的嫌疑。
2022年11月，律师王宇因北京健康宝弹窗无法回家，已经流浪76天。她的朋友有人也因弹窗无法进京。11月3日，王宇、包龙军、任全牛、陈进学四名律师和江苏强拆受害者方文琴联名起诉北京市政府、北京市卫健委、北京市大数据管理局，指控他们运用大数据、健康宝，采集、收集公民个人电子信息的行为违反法律，要求北京中级法院立案审理。
2022年11月5日下午，中国市长协会副会长陶斯亮陪丈夫从北京搭高铁直达湖州去参加活动。为了正常返京，夫妻几乎每天做核酸，但陶斯亮在返京前发现健康宝出现弹窗。为此，陶斯亮两日之内无数次填写申诉表格，还多次打便民服务热线。不过陶斯亮丈夫则没有被弹窗。陶斯亮批评大数据流调不专业、太粗糙，质疑北京健康宝根本不符合国家的“精准防疫”。翌日，有数名前往上海出席第五届进博会的中央新闻媒体记者在微信群“进博会央媒”反映，他们在完成采访任务后，北京健康宝出现弹窗，无法回京，向中宣部发出求助。其中《人民日报》有72名记者被弹窗，《中国日报》、《经济日报》和《中国妇女报》所有记者均被弹窗。有媒体暗示可求助官方化解弹窗问题，强调此前入沪杭的北京人员也遇到过此问题，“是官方出面解决的”。
2022年11月7日，北京市召开疫情防控工作新闻发布会。北京市政府新闻发言人徐和建表示，针对近日一些市民群众对进返京防疫政策措施的关切和疑虑，首都严格进京管理联防联控协调机制、北京新冠肺炎疫情防控工作领导小组根据当前疫情形势和首都实际，进一步优化进返京防疫政策措施，对进京就医陪护、亲人病危、重要商务等急特情况拓宽应急救济渠道。11月12日，徐和建表示，北京启动长期滞留京外人员专项救济，梳理京外风险县域旅居史人员情况，推送解除弹窗限制、购票限制，相关措施已全部生效。主动对接梳理滞留京外一个月以上、且有返京意愿人员，及时推送给进返京人员服务系统，及时处理。加强常态救济工作，受理市民12345热线进返京申诉，及时核验风险，梳理解除要求返京人员通过12345热线或微信反映的被弹窗情况。

### “养码”
2022年11月，据联合早报报道，根据北京的防疫政策，如果进京人士在进京前的连续七天内，到访过有确诊和潜在风险地区，北京健康宝就会有弹窗提示、无法入京。因此，有些相关地区的民众在进京前会选择到一些地方“养码”，即进京前先前往无确诊和无风险的地区待上一段时间，等待弹窗消失后，再前往北京。